# 黄镇东
黄镇东（1941年1月—），男，江苏大丰人，中华人民共和国政治人物。研究员级高级工程师。原中华人民共和国交通部部长、中共重庆市委书记、重慶市人大常委會主任。曾任第十一屆全國人大常委會委員、全國人大內務司法委員會主任委員、全國人大常委會代表資格審查委員會主任委員。中共第十四、十五、十六屆中央委員，第十、十一届全国人大代表，第十一屆全國人大常委會委員。

## 生平
1941年1月出生于江苏大丰。1962年8月毕业于江苏省南京航务工程专科学校数学物理专业（该专业后并入上海海事大学）。
1963年在秦皇岛港务局（河北港口集团有限公司前身）工作。1972年1月任秦皇岛港务管理局财务科计划员、计划处副处长。1981年6月加入中国共产党。1982年2月任秦皇岛港务管理局副局长。1984年8月 任秦皇岛港务管理局局长。
1985年6月任交通部副部长。1988年7月任国家交通投资公司总经理。1991年2月任交通部部长、党组书记，招商局集团有限公司董事长。1993年8月任交通部部长、党组书记。任内黄镇东因为2000年烟台11·24特大海难被国务院认定对事故负有领导责任，给予行政警告处分。
2002年10月任中共重庆市委书记。2003年1月當選為重慶市人大常委會主任。
2005年12月任全國人大内务司法委员会副主任委员。2008年3月任全國人大內務司法委員會主任委員、全國人大常委會代表資格審查委員會主任委員。